# Slaget vid Düna
Slaget vid Düna, även känt som Övergången av Düna eller Slaget vid Riga, var ett fältslag och en landstigningsoperation som ägde rum den 9 juli 1701 (enligt den svenska kalendern; 8 juli enligt den julianska och 19 juli enligt den gregorianska) över floden Düna utanför staden Riga i dagens Lettland. Striden stod mellan svenska styrkor under ledning av Sveriges kung Karl XII och en sachsisk-rysk armé under fältmarskalk Adam Heinrich von Steinau.
I februari 1700 inleddes det stora nordiska kriget när Polens kung och Sachsens kurfurste August (II) den starke tillsammans med sina sachsiska trupper korsade floden Düna och belägrade den svenska staden Riga. Trots svenska försök att bryta belägringen återkom en större sachsisk armé under sommaren och belägringen intensifierades. Samtidigt mötte Sverige angrepp från Danmark och Ryssland, vilket ledde till en omfattande försvarsstrategi under Karl XII:s ledning. Efter att ha besegrat danskarna och senare vunnit en avgörande seger mot ryssarna i slaget vid Narva, kunde Karl XII rikta sin uppmärksamhet mot Sachsen. Under våren och sommaren 1701 förberedde sig den svenska armén för en övergång av floden Düna för att konfrontera Steinaus förskansade armé, som omfattade 19 000 sachsiska och ryska soldater. Svenskarna samlade och konstruerade omkring 200 farkoster och inledde byggandet av en flottbro som skulle föra trupperna över floden. Noggranna taktiska förberedelser och avledningsmanövrar spelade också en central roll.
Under natten till den 9 juli 1701 ombordsteg Karl XII och omkring 7 000 svenska soldater på sina farkoster och landsteg på den motsatta stranden under intensiv artilleribeskjutning. Efter hårda strider, där svenskarna metodiskt avancerade och slog tillbaka flera sachsiska motanfall, tvingades Steinau att slå till reträtt. På grund av förseningar med flottbron kunde den svenska armén inte förfölja Steinaus flyende armé, som kunde undkomma med huvuddelen av sina trupper. Karl XII kunde därför inte fullfölja sin plan att krossa den sachsiska armén, vilket tvingade honom att fortsätta kampen mot August II innan han kunde vända sig mot Ryssland. Han inledde senare nya militära operationer i Kurland och Litauen för att säkra strategiska positioner inför hans kommande fälttåg mot Polen.

## Bakgrund

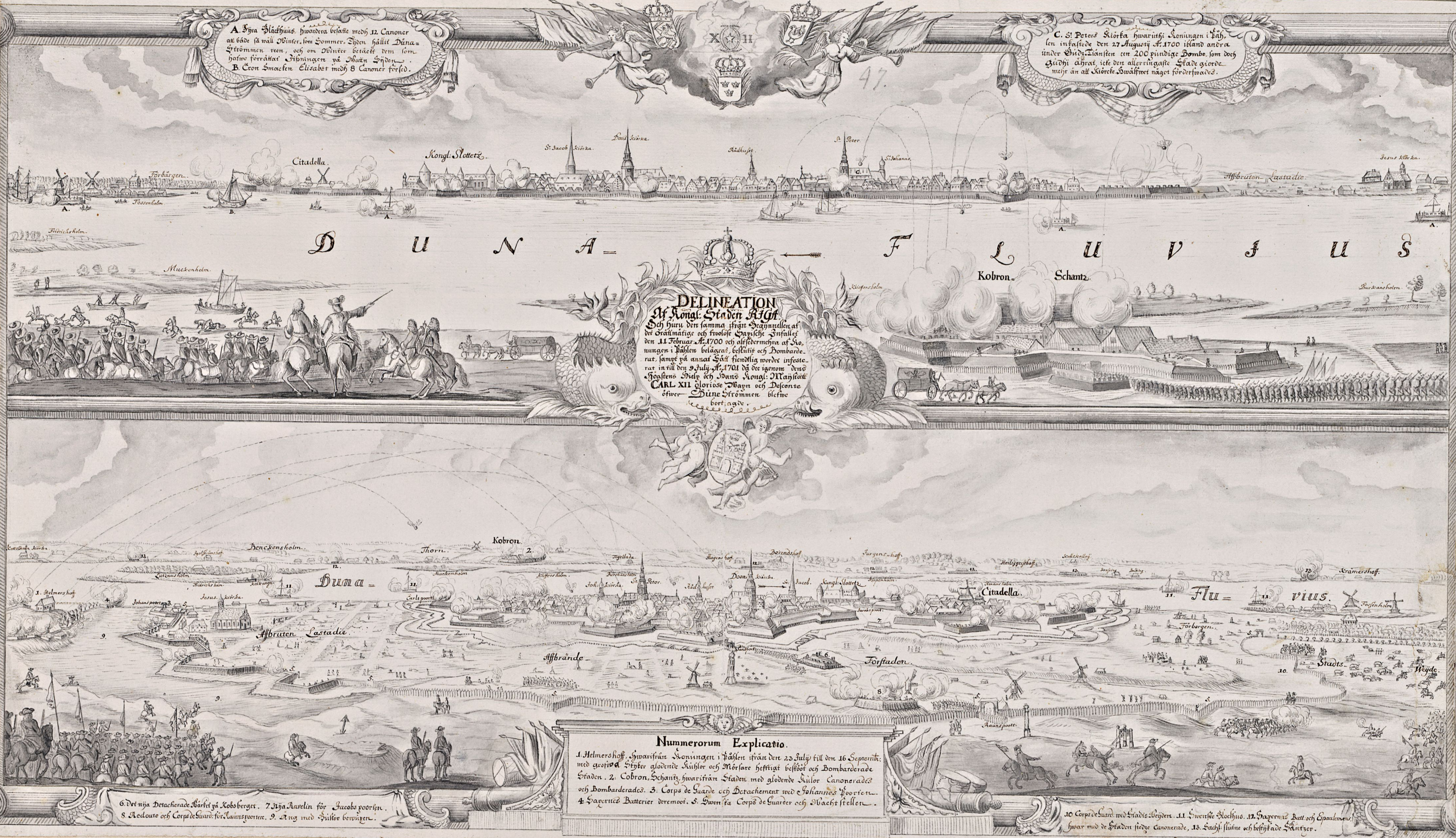
Samtida kopparstick över belägringen av Riga 1700 av Johan Lithen med bidrag från Erik Dahlbergh.

Den 12 februari 1700 markerade början på det stora nordiska kriget när Polens kung och Sachsens kurfurste August (II) den starke tillsammans med sina sachsiska trupper korsade floden Düna och inledde en belägring av staden Riga i den svenska provinsen Livland. Staden försvarades av Livlands generalguvernör Erik Dahlbergh. Sachsarna lyckades erövra Cobrons skans mittemot Riga den 14 februari, följt av fästningen Dünamünde vid Dünas utlopp i Rigabukten den 14 mars. I maj anlände en svensk undsättningsarmé under ledning av general Otto Vellingk och generalmajor Georg Johan Maidel för att bryta belägringen. Efter en sammandrabbning vid Jungfernhof tvingades de sachsiska styrkorna att retirera tillbaka till polskt territorium. Under juli månad återvände en större sachsisk armé under befäl av fältmarskalk Adam Heinrich von Steinau, vilket tvingade de svenska trupperna, ledda av Maidel och Vellingk, att dra sig tillbaka norrut. Riga belägrades återigen, och den 10 augusti inleddes en kraftig beskjutning av staden med sachsiskt artilleri.
I samband med August II:s anfall mot Livland genomförde kung Fredrik IV av Danmark ett angrepp mot hertigdömet Holstein-Gottorp, Sveriges bundsförvant sedan flera år tillbaka, liksom Ryssland under tsar Peter I, som i september 1700 invaderade den svenska provinsen Ingermanland och inledde en belägring av Narva i Estland. Dessa tre länder hade i hemlighet enats om en gemensam pakt som gick ut på att bistå varandra och anfalla Sverige från tre fronter, och vart och ett hade som syfte att vinna tillbaka de landområden som förlorats till Sverige under tidigare krig. Den svenska armén under kung Karl XII:s befäl avvärjde först det danska hotet genom en framgångsrik landstigning vid Humlebæk på Själland den 25 juli 1700, vilket tvingade Fredrik IV att dra sig ur kriget den 8 augusti samma år under freden i Traventhal.
Efter att Danmark kapitulerat och lämnat alliansen inleddes förberedelserna för att transportera den svenska huvudarmén på omkring 11 000 man till den baltiska krigsskådeplatsen. Detta genomfördes i början av oktober, då Karl XII och hans trupper skeppades från Karlshamn till Pernau. En del av de svenska styrkorna landsattes på Ösel, medan andra sattes i land vid Reval. När August II fick kännedom om den svenska landstigningen i början av september, beordrade han omedelbart att belägringen av Riga skulle avbrytas. Han drog sig tillbaka till hertigdömet Kurland, då han fruktade ett svenskt anfall. Med hotet mot Riga undanröjt kunde Karl XII rikta huvudarmén mot Narva, där han vann en avgörande seger mot den ryska armén i slaget vid Narva den 20 november 1700, varefter Sveriges strategiska situation förbättrades avsevärt.
Efter segern vid Narva stod Sverige fortfarande inför utmaningen att besegra Ryssland. Innan denna stora uppgift kunde påbörjas behövde dock en annan fiende hanteras: den sachsiska armén som fortfarande hotade Livland från andra sidan av Düna. Så länge sachsarna förblev en styrka att räkna med, kunde Sverige inte utan risk inleda fälttåg mot Ryssland utan att ha fienden i ryggen. Därför beslutade sig kungen för att prioritera en avgörande seger över Sachsen innan han kunde rikta sina ansträngningar österut. För att möjliggöra en fortsatt kamp beslutades det att den svenska huvudarmén skulle få återhämta sig efter de hårda påfrestningarna under höstens fälttåg. Vintern tillbringades i Estland och Livland, där trupperna förlades på olika platser för att rustas upp och fyllas på med förstärkningar. Högkvarteret förlades till Lais nära Dorpat, där en intensiv utbildning bedrevs under Karl XII:s ledning. Som ett resultat av detta arbete färdigställdes ett nytt infanterireglemente som trädde i kraft och kom att användas fram till 1731.

### Upptakten till slaget
I slutet av maj 1701 lämnade de sista svenska enheterna, inklusive Karl XII själv, vinterkvarteren i Lais och begav sig mot Dorpat, där trupperna stannade i två veckor. Den långa vintern, svåra översvämningar och sjukdomar som Rötfeber och dysenteri hade gjort vistelsen i Lais längre än planerat. Strategiska planer fanns på att bryta upp tidigare, men försenade hjälptrupper och isförhållandena på Östersjön tvingade fram en senare avfärd. De första förstärkningarna från det svenska fastlandet anlände till Estland i början av juni, varav några förenade sig med huvudstyrkan i Dorpat, medan andra skickades direkt till Fellin eller Pernau. Karl XII samlade nu totalt 24 000 man, varav 5 000 under överste Wolmar Anton von Schlippenbachs befäl avdelades för en framryckning mot Pskov och Kokenhusen. Huvudarmén bestod därmed av drygt 18 000 man, vilket ansågs tillräckligt med tanke på deras utbildning och stridserfarenhet. Under tiden i Dorpat inspekterade Karl XII sina trupper noggrant och övade dem intensivt.
August II hade planer på att samla en styrka om 34 000 man med hjälp av värvningar och förstärkningar från Polen, för att i samverkan med ryska trupper avancera mot Riga och sedan vidare mot Narva. Men denna omfattande offensiv var planerad först till augusti, då förberedelserna krävde lång tid. August II befann sig under tiden i Warszawa och förlitade sig på diplomatiska manövrer för att vilseleda Karl XII och få honom att avstå från offensiva planer, med förhoppning om att kunna slå till vid ett gynnsamt tillfälle. Efter den misslyckade kampanjen år 1700 hade de sachsiska trupperna dragit sig tillbaka från Livland, förutom garnisonerna i Cobron och Dünamünde. Längs Dünaflodens södra strand från Kokenhusen till Rigabukten stod cirka 9 000 sachsiska soldater under fältmarskalk Adam Heinrich von Steinaus befäl och konstruerat ett flertal fältverk. Peter I hade tidigare utlovat August II en rysk hjälpkår på 20 000 man, men av denna hade endast omkring 10 000 man anlänt till Steinaus förfogande.
Den 17 juni gav sig Karl XII med hela den svenska huvudarmén iväg från Dorpat för att marschera söderut mot Riga och därefter genomföra en övergång av Düna. 500 sjuka soldater, som inte var i stånd att marschera, lämnades kvar i staden för att återhämta sig. Marschen till Riga var krävande – en sträcka på 250 kilometer som tog 21 dagar att genomföra under svåra vägförhållanden och extrem sommarvärme. För att spara soldaternas krafter och underlätta framkomligheten organiserades marschen noggrant, men den krävande resan påverkade både nyanlända och erfarna soldater negativt. Den 23 juni slog armén läger i den mörka och täta Strenschskogen efter en 30 kilometer lång marsch. Oro spred sig bland soldaterna, då skogen var känd för tidigare massakrer av svenska trupper av lokala bönder. Fienden höll sig hela tiden nära och vid Wenden hade sachsiska trupper plundrat staden bara två dagar innan svenskarnas ankomst. Spionage var ett ständigt problem. Den 30 juni avslöjades och avrättades en lettisk bonde som försett sachsarna med information. Under hela marschen försökte svenskarna dölja sina verkliga intentioner genom vilseledande manövrar. För att skapa osäkerhet hos fienden marscherade armén först söderut mot Kokenhusen, innan de plötsligt vände västerut mot Riga. Dessutom gavs motstridiga order till olika enheter för att förvirra sachsarna. 300 ryttare skickades under major Johan August Meijerfelts befäl demonstrativt mot Kokenhusen, medan den egentliga marschvägen gick mot Riga. Mellan den 4 och 6 juli stannade armén för att utföra slutliga förberedelser inför en snabbmarsch mot Düna. Huvudarmén anlände slutligen till Riga den 7 juli 1701, redo att inleda övergången dagen därpå. Armén slog läger på stadens ängar mittemot Düna, där soldaterna kunde se fiendens eldar på andra sidan floden. Under marschen passerade de en ström vid Neuermühlen, där de fick använda färjor eftersom sachsarna hade bränt ner bron.

## Förberedelser inför övergången

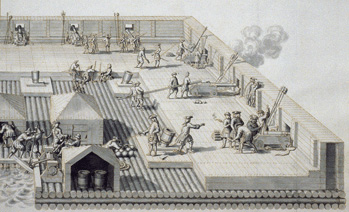
Ett svenskt flytande blockhus bestyckat med kanoner. Illustration av Johann Christoph Brotze.

Övergången av Düna skulle bli en mycket komplex militär operation för svenskarna, då planen byggde på noggranna förberedelser och ett överraskningsanfall mot sachsarnas förskansade ställningar. Redan under vintern 1701 hade Karl XII instruerat Livlands generalguvernör Erik Dahlbergh att i hemlighet samla och konstruera de fartyg som skulle användas vid övergången. Tillsammans med fortifikationskåren och bistånd från generalkvartermästaren Carl Magnus Stuart och Dalregementets överste Magnus Stenbock, organiserade Dahlbergh byggandet av en flottbro som skulle föra över huvudarméns kavalleri och artilleri till den motsatta stranden, samt byggandet och uppsamlingen av ett flertal transportbåtar, lodjor, pråmar och flatbottnade båtar, så kallade "strussar". Tidigare den 4 juli red Karl XII tillsammans med generallöjtnant Carl Gustaf Rehnskiöld till Riga för att på plats inspektera förberedelserna för flodövergången tillsammans med Stuart och Dahlbergh. Sällskapet klättrade upp på Rigas domkyrkotorn för att skaffa sig en uppfattning om hur sachsarna på andra sidan floden hade förberett sig. Kungen fastställde övergångsplatsen med målet att hitta en plats där fienden var svag och där trupperna kunde förflyttas obemärkt. Sachsarna hade dock byggt upp omfattande försvarsverk i form av skansar, redutter och artilleribatterier vid Cobron och längs stora delar av Dünas södra strand mittemot Riga. Fienden var säker på sin styrka och ansåg att det var omöjligt för svenskarna att lyckas med en övergång. Stuart själv hade rekognoscerat fiendens ställningar och angav i sin rapport till Karl XII:
| ”                     | "Jag haver rekognoserat andra sidan och finner där tvenne skansar och batterier, med vilka jag vill engagera våra blockhus. Här synes ock hästar som gå i bete, så ock utfodras, att fienden lärer hava här några hundrade ryttare och dragoner ståendes." | „ |
| – Carl Magnus Stuart. | |   |

Totalt hade svenskarna konstruerat och samlat 195 farkoster inför operationen, som innefattade flera specialkonstruerade båtar som kunde bära artilleri och ge eldunderstöd under överfarten. Fyra flytande blockhus, beväpnade med tio åttapundiga och tio fyrpundiga järnkanoner, agerade som mobila artilleriplattformar. Dessutom fanns en korvett med sexton kanoner och åtta lodjor som ytterligare kunde bidra med eldkraft. För att skydda transporten vidtogs flera försiktighetsåtgärder: båtar som fraktade kanoner och hästar försågs med uppfällbara landgångar som fungerade som sköldar mot fientliga kulor, och transportbåtarna försågs med rektangulära "skinnsegel" för att fånga upp fiendens muskötkulor. De främsta båtarna var dessutom utrustade med blöta höbalar blandade med gödsel och halm för att ge ytterligare skydd. Vissa av dessa skulle antändas med sur halm och annat material för att kunna skapa tjocka rökridåer, vilka skulle skymma de efterföljande transportbåtarna från fiendens sikt.
Vid natten till den 8 juli förbättrades vädret, men tiden var för knapp för att påbörja den komplexa manövern. Under tiden hade överste Benedikt Magnus von Helmersen med 600 man skickats till ön Dahlenholm, tio kilometer uppströms från Riga, för att avleda fiendens uppmärksamhet. Denna vilseledande manöver tvingade Steinau till att skicka sin huvudstyrka mot Kokenhusen och därmed sprida sina styrkor längs en bred front, vilket gjorde deras försvar svagare på den verkliga övergångsplatsen vid godset Krämershof, norr om Riga. Den svenska embarkeringen skulle ske strax nedanför ön Fossenholm, en fjärdedels mil nedströms från Riga, där svenskarna kunde hållas skyddade från fientlig insyn. Här kunde svenskarna även dra nytta av stadens fästningsartilleri, liksom satte upp ett eget batteri vid godset Mühlenhof nära Fossenholm, som skulle ge ytterligare eldunderstöd. Krämershof valdes också ut för att sachsarnas styrkor på slättlandet Spilwen var relativt svaga. Den strategiska övergången av Düna planerades att ske i flera etapper. Det svenska infanteriet skulle först etablera ett brohuvud på den motsatta stranden för att möjliggöra kavalleriets övergång och därmed skapa möjligheter att snabbt slå fienden. Det svenska kavalleriet, under befäl av generallöjtnant Rehnskiöld, spelade en avgörande roll i den planerade framryckningen. Trupperna fick även order om att medföra spanska ryttare, faskiner och ett antal regementskanoner till försvaret av brohuvudet, vilka lastades till fartygen den 6 juli, och roddmanskapet var uttaget.
Karl XII ledde själv landstigningen från en mindre båt, placerad framför de större transportfartygen. Vid hans sida fanns generaladjutant Carl Gustaf Dücker, infanterigenerallöjtnant Bernhard von Liewen, stallmästare Carl Gustaf Reutercrantz, kammarpage Karl Bernhard Klinckowström och flera andra. Det franska sändebudet Louis de Guiscard-Magny, som gärna ville följa med, fick dock inte tillstånd att närvara och observerade händelserna från stranden. Många åskådare, inklusive borgare och vanligt folk från Riga, samlades uppe på Rigas bastioner och kyrkotorn för att bevittna den spektakulära händelsen. Även sjömän på de holländska skeppen i hamnen klättrade upp i mastkorgarna och längs rårna för att få en bättre överblick över den pågående operationen.

## Slagfältets terräng

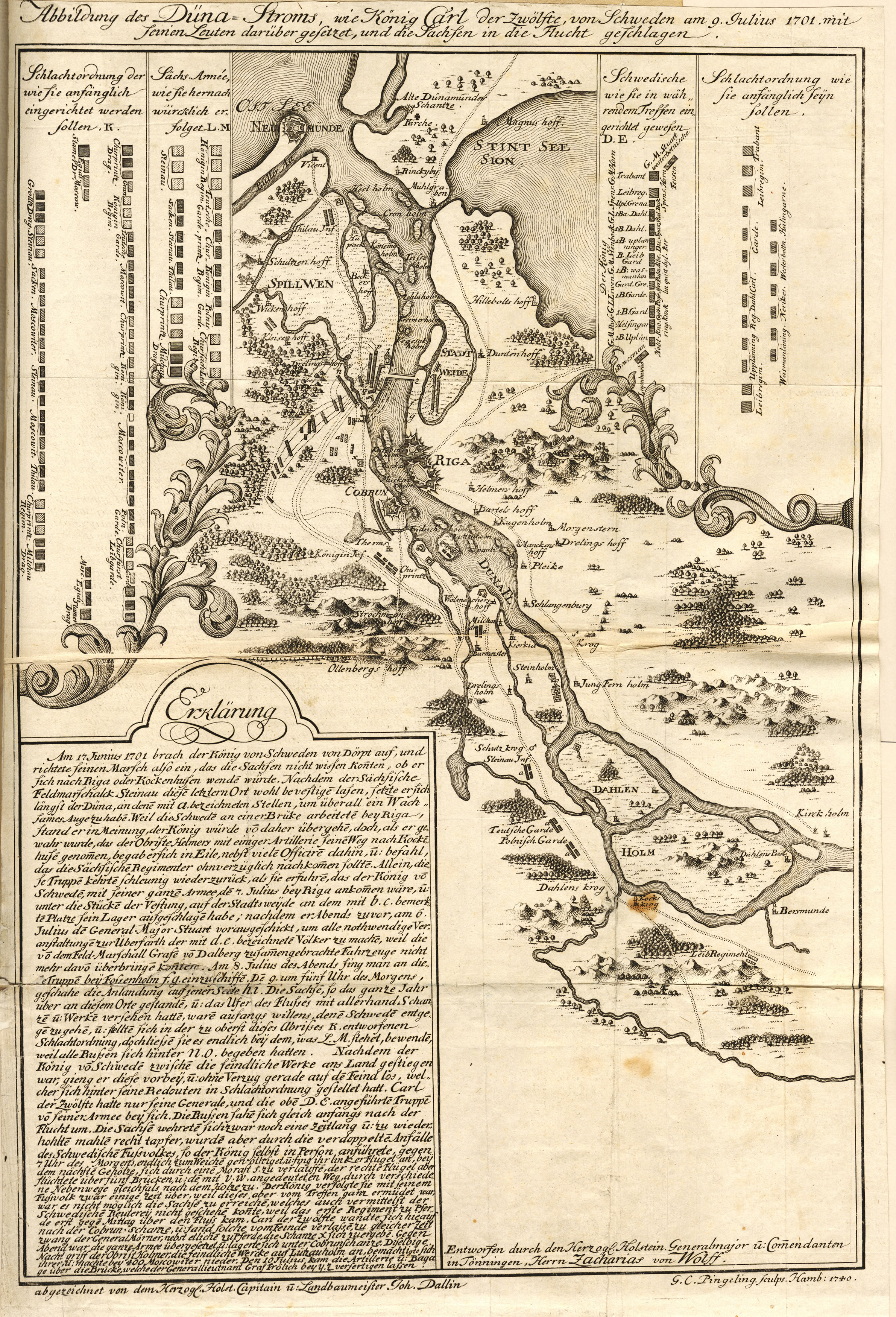
En samtida tysk karta som visar den lokala topografin över båda sidorna av floden Düna och planläggningen inför den kommande övergången.

Düna (på lettiska: Daugava) är en 1 020 kilometer lång flod som rinner från Valdajhöjderna i centrala europeiska Ryssland till mynningen i Rigabukten i Östersjön. Den del av floden som rann mellan Kokenhusen och Kirkholm präglades av klippiga stränder och strida forsar, vilket tillsammans med de otaliga grunden gjorde det nästintill omöjligt att använda större fartyg. Nedanför Kirkholm förändrades dock flodens karaktär – strömmen blev lugnare och vattnet rann genom ett sandigt slättland med låga stränder. Samtidigt bredde floden ut sig betydligt; från en tidigare bredd på 200–300 meter kunde avståndet mellan stränderna här uppgå till uppemot 1 000 meter. Vid Riga var floden under sommaren cirka 600 meter bred, med ett djup på mellan tre och fyra meter. Trots det ökade djupet förekom fortfarande stenig grund, vilket gjorde navigeringen svår och tvingade fartyg att ta omvägar runt sandbankarna snarare än att följa en rak linje mellan stränderna. Längs floden nedströms fanns det många låga och glest bevuxna holmar, som i gryningsljuset kunde dölja rörelser från den ena stranden för den andra. Men i fullt dagsljus gav dessa holmar inget skydd för den svenska arméns övergång. På flera platser delades floden upp av sandbankar, och den mest betydande flodarmen var Spilwen, som slingrade sig genom slättlandet med samma namn. Här saknades naturliga vadställen, vilket sachsarna utnyttjade genom att uppföra fem broar över Spilwens flodarm för att säkerställa kontroll över området. På vänstra stranden av Düna, liksom på öarna Lützenholm, Fossenholm och Kiepenholm, låg flera gårdar. Dessa var oftast ensligt belägna en bit från vattnet, förutom vid Riga, där de var mer sammanbyggda och placerade närmare strandlinjen. Slättlandet vid Spilwen var i stort sett öppet mot floden och endast i väster kantat av några mindre skogsdungar.

## Slagordning

### Svenska armén
Den svenska huvudarmén bestod av mellan 14 000 och 18 000 man, även kallade "karoliner". En effektiv stridande styrka på sammanlagt 7 156 man, som inkluderade stora delar av det svenska infanteriet, skulle under Karl XII:s direkta ledning delta i den första anfallsvågen. När denna våg hade etablerat ett brohuvud på den motsatta stranden och därefter färdigställt flottbron över floden, skulle man överföra de övriga svenska trupperna, inklusive kavalleriet och artilleriet. Det svenska infanteriet stod under befäl av generallöjtnant Bernhard von Liewen och generalmajorerna Georg Johan Maidel, Magnus Stenbock och Knut Posse, medan det svenska kavalleriet stod under befäl av general Otto Vellingk och generallöjtnant Carl Gustaf Rehnskiöld. Generalfälttygmästaren Johan Siöblad ansvarade för det svenska artilleriet. Så fort den stridande styrkan hade landstigit på den motsatta stranden skulle trupperna rangeras i en enda linje, där infanteriet skulle täcka både centern och den svenska slagordningens vänstra flygel, medan en mindre kavalleristyrka uppställdes på den högra flygeln.
Det svenska infanteriet bestod av 6 621 man uppdelat i femton bataljoner, vars befäl anförtroddes generallöjtnant Liewen. Det utgjordes av Livgardets fyra bataljoner under överstelöjtnant Carl Gustaf Palmqvist (den första bataljonen av grenadjärer leddes av grenadjärkapten greve Jakob Sperling, den andra av Palmqvist själv, den tredje av överstelöjtnant Johan Adolf Clodt von Jürgensburg från Nylands infanteriregemente och den fjärde av kapten Carl Magnus Posse); Dalregementets två bataljoner (den ena bataljonen under överste Christer Henrik d'Albedyhll och den andra bataljonen under major Georg Fredrik Grissbach); Upplands regementes två bataljoner (den ena bataljonen under överstelöjtnant Carl Fredrik von Holst stod vid den svenska slagordningens vänstra flygel, medan den andra bataljonen under generaladjutant Otto Wilhelm Staël von Holstein stod vid centern); Västerbottens regementes 2 bataljoner under överste Reinhold Johan von Fersen (där Fersen ledde den ena bataljonen medan den andra under major Lars Björnhufvud); Närke-Värmlands regementes 2 bataljoner under överstelöjtnant Carl Gustaf Roos och major Johan Cronman; Västmanlands regementes 2 bataljoner (där den ena bataljonen stod på den svenska slagordningens yttersta vänsterflank närmast floden under befäl av överstelöjtnant Abraham Leijonhufvud, medan den andra bataljonen stod vid centern under överste Axel Sparre) samt en bataljon ur Hälsinge regemente under överste Jöran von Knorring (som stod som tredje bataljon från vänsterflygeln). Kort efter slaget deltog även Östgöta kavalleriregemente under generalmajor Carl Mörner och guvernörsregementet i Riga, under befäl av Rigas guvernör Carl Gustaf Frölich, i intagandet av de återstående sachsiska och ryska skansarna.
Extra båtar hade medgett att också fem skvadroner kavalleri på 535 man kunde föras över. Drabantkårens styrka på 135–140 man organiserades i en skvadron under ledning av kaptenlöjtnant Arvid Horn. Jämte drabantkåren uppställdes även omkring 200 man från Livregementet till häst under generallöjtnant Jakob Spens och 200 man från Livdragonregementet under Rehnskiöld.

### Sachsisk-ryska armén
Den sachsisk-ryska armén vid Düna bestod av totalt 19 000 soldater. Enligt andra källor uppgick armén till uppemot 29 000 man. Armén leddes av fältmarskalk Adam Heinrich von Steinau med generallöjtnanterna Otto Arnold Paijkull och Ferdinand Kettler som ställföreträdare. De sachsiska trupperna på 9 000 man formerade sig på slättlandet Spilwen i två linjer, där den första bestod av sju kavalleriskvadroner och fem infanteribataljoner, medan den andra linjen omfattade fem skvadroner och lika många bataljoner. Det sachsiska kavalleriet bestod av Livregementet, Livdragonregementet, Drottningens regemente, Kurfurstens regemente, Kurprinsens regemente och Steinaus regemente. Samtliga dessa enheter utgjordes av kyrassiärer och ett antal dragoner. Infanteriet bestod av det Polska gardesregementet, Sachsiska gardesregementet, Tyska gardet, Drottningens garde, Kurfurstens regemente, Kurprinsens regemente, Tiesenhausens regemente samt en bataljon från Tijlauw. Vid Krämershof stod omkring 2 000 man infanteri och 1 500 man kavalleri under Paijkulls ledning. Något bakom dessa styrkor stod 24 ryska bataljoner på 10 000 man under general Anikita Repnin i reserv.
Sachsarnas försvarssystem var centrerat kring Cobron, som låg mittemot Riga på den södra sidan av Düna. Försvarsverken var strategiskt placerade, med huvuddelen koncentrerad omkring nio kilometer från Riga samt vid Dünamunde nära havet. På den södra spetsen av Spilwen hade de uppfört den stora Stjärnskansen, som var försedd med kraftfullt artilleri för att försvara området. Dessutom hade omfattande befästningar byggts på ön Lützenholm, sydost om Cobron, vilka bemannades av ryska trupper. Ytterligare mindre försvarsanläggningar fanns i den norra delen av ön Dahlenholm. Längs Dünas södra strand, sydväst om Lützenholm, hade fyra redutter upprättats för att förstärka försvaret ytterligare. Vid svenskarnas planerade övergångsplats vid Krämershof hade sachsarna satt upp ett batteri med fem kanoner och redutten Garras med fyra kanoner som försvarspunkter.

## Slaget

### Övergången

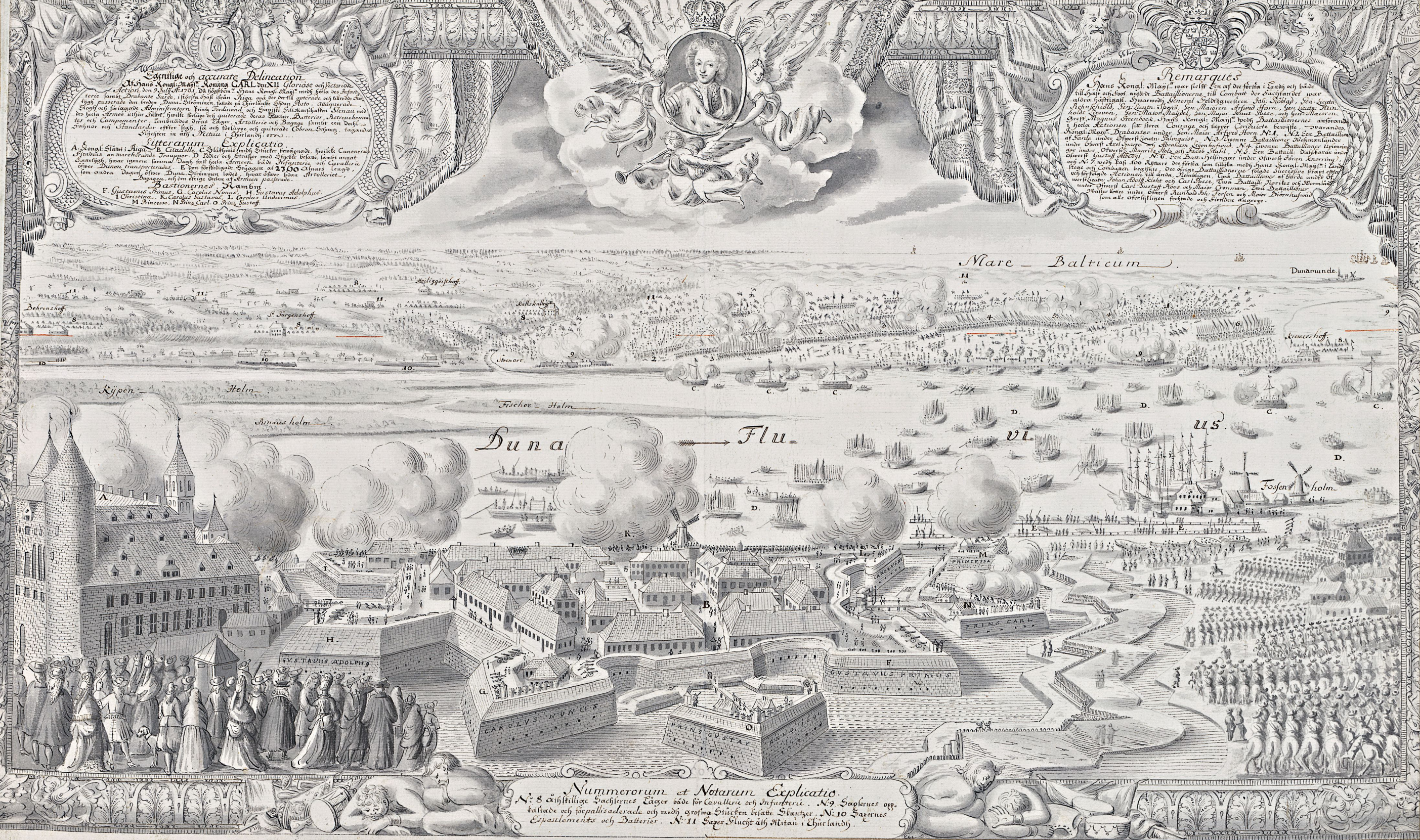
Övergången av Düna från Riga av Johan Lithen efter en original av Erik Dahlbergh.

Vid niotiden på kvällen den 8 juli inleddes embarkeringen av de svenska trupperna under kungens ledning. För att underlätta den kommande landstigningen hade Rigas fästningsartilleri under hela dagen oavbrutet beskjutit sachsarnas ställningar på andra sidan floden och beskjutningen fortsatte under natten. Inför själva embarkeringen ville man genomföra detta i största möjliga tystnad för att inte avslöja sina avsikter för fienden. Trupperna rörde sig stegvis mot båtarna och flottarna, och omkring 7 000 man lastades ombord på totalt 195 farkoster. Då Stuart tvingades konstatera att "strussarna" inte kunde bära så mycket trupp som först planerat, hade den svenska ledningen reviderat sina planer för att säkerställa att en tillräckligt stark styrka kunde landsättas först. Landstigningspunkterna hade noggrant utpekats för varje enskild båtchef. Processen pågick fram till klockan fyra på morgonen, då den korta sommarnatten övergick i gryning. Därefter gavs den gemensamma ordern att påbörja övergången. Farkosterna rörde sig i en halvcirkel runt ön Fossenholm och spred ut sig på bred front mot den motsatta flodstranden.
Svenskarnas tidigare manövrar hade lyckats splittra sachsarna längs den långa försvarslinjen. Trots att de förväntade sig ett svenskt anfall lyckades farkosterna ta sig över halva floden innan någon larmsignal hördes från det sachsiska lägret. Det sachsiska vaktsystemet föreföll ineffektivt, då vaktposterna var placerade relativt långt från lägret, vilket försenade överföringen av information om den pågående övergången. Så fort svenskarna rundat Fossenholm fick sachsiska bevakningsstyrkor syn på de svenska båtarna och lät slå larm med två kanonskott från två av sina skansar, varpå artilleribeskjutningen mot de svenska trupperna inleddes. Vattenpelare reste sig från floden när kanonkulorna slog ner, men fiendens eld visade sig vara ineffektiv, då kanonkulorna enligt en svensk soldat träffade "tvenne strussar och skadade 5 á 6 man allenast". De flesta skotten missade sina mål, då de svenska båtarna rörde sig smidigt över vattnet. Svenskarna svarade med överlägsen eldkraft, både från de bestyckade båtarna och från Mühlenhof och Rigas fästning, vilket effektivt dämpade sachsarnas motstånd. De små båtarna som rodde före de övriga farkosterna antändes och skapade stora rökridåer som försvårade de sachsiska truppernas sikt.
Under övergången insåg kungen att den ursprungliga landstigningsplanen behövde ändras. Sachsarna, som befann sig på ett avstånd av 400 till 500 steg från stranden, började formera sina styrkor i stridsformation. Vid denna syn beslutade Karl XII att omdirigera trupperna till en mer direkt rutt mot stranden nära redutten Garras i norr, i syfte att landstiga innan fienden hunnit organisera sitt försvar. Att snabbt få trupperna i land var avgörande för att undvika svåra förluster. Beslutet påverkades också av det ogynnsamma vädret, då vinden återigen tilltagit till stormstyrka och orsakade stora problem för svenskarna. Dels försvårades navigeringen av farkosterna, vilket försenade landstigningen för flera trupper, och dels förhindrades konstruktionen av en av anfallets mest avgörande delar. Trots upprepade försök lyckades svenskarna inte få flottbron på plats och fästa den på den motsatta stranden. Som en följd av detta förhindrades huvuddelen av det svenska kavalleriet och artilleriet från att delta i striden, vilket påverkade den taktiska planen avsevärt.

### Svensk landstigning och första sachsiska motanfallet

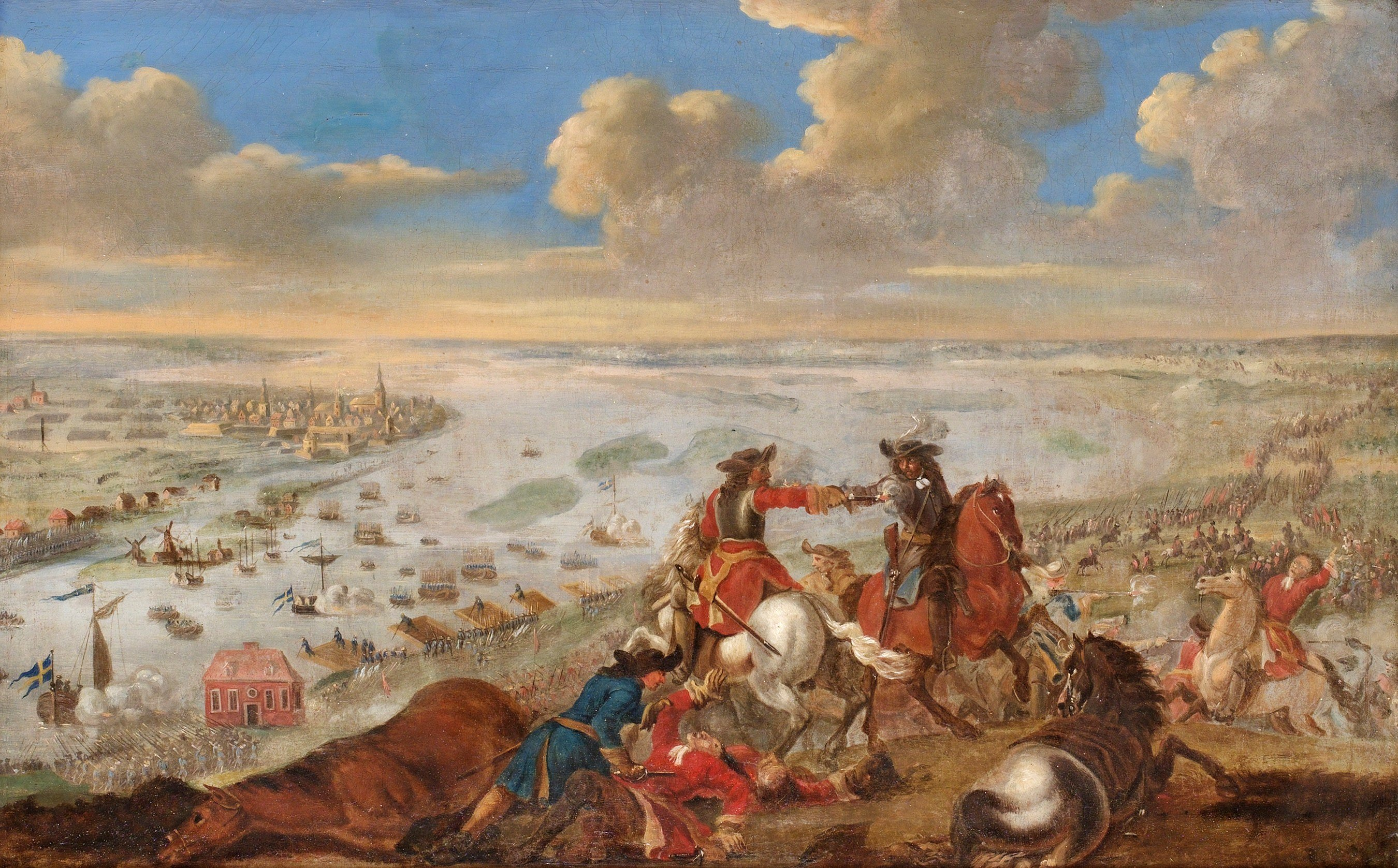
Karl XII går över Düna 1701 av Johann Philip Lemke.

Efter 30 till 45 minuters färd nådde de första svenska enheterna Krämershof vid Dünas södra strand med ett fåtal förluster. Livgardets båtar passerade fiendens befästa redutt vid Garras, vilket var försett med gravar, vallar och fyra kanoner, och omgärdat av palissader. Trots den intensiva eldgivningen från fiendens artilleri kunde de svenska regementena gå i land enligt planen. En kamp mot klockan inleddes, eftersom sachsarnas anfall kunde komma när som helst. Livgardesgrenadjärerna var de första att kasta sig i vattnet, vadade genom den strida floden och tog snabbt position cirka hundra meter från stranden. Strax efter grenadjärerna landsteg Livgardets bataljoner, följt av bataljonerna från Västmanlands, Hälsinge och Upplands regementen. Därefter landsteg två bataljoner från Dalregementet och Upplands regemente. Karl XII steg själv i land tillsammans med livgrenadjärerna och uppmuntrade sina soldater med orden:
| ”           | "Se så, mina bussar, nu äro vi här, och Gud skall nog hjelpa oss än längre." | „ |
| – Karl XII. |                                                                              |   |

Under kungens och Liewens ledning hade 3 000 svenska soldater och sex regementskanoner hunnit ta sig i land och påbörjade en provisorisk slagordning. Drabantkåren och 50 ryttare från Livregementet till häst intog position på högra flygeln. Med sig hade de faskiner och spanska ryttare som skulle användas för att förstärka de erövrade områdena. Knappast hade de fått en fast position förrän sachsarnas kavalleri gick till anfall. Från bastionerna och kyrktornen i Riga bevittnade åskådarna spänt hur fiendens kavalleri närmade sig med stor hastighet, och det såg länge ut som om de svenska soldaterna skulle pressas tillbaka ner i floden. Men svenskarna var väl förberedda, då de snabbt hunnit placera ut sina spanska ryttare och stod redo bakom dem med fällda pikar. Samtidigt gav de svenska regementskanonerna konstant eldunderstöd och besköt fienden utan uppehåll, vilket skapade kaos i de sachsiska leden. Sachsarna visade sig vara den svagare parten i den psykologiska kampen och tvingades till reträtt efter en kort strid.
Situationen var dock nära att bli ödesdiger för Drabantkåren och Livregementet till häst, som på grund av den täta krutröken hade stora svårigheter att kunna sikta med sina eldvapen. När röken skingrades insåg de med fasa att fiendens kavalleri hade lyckats tränga in i deras led och hotade att omringa dem med sin numerära överlägsenhet. Kaptenlöjtnant Horn blev träffad av en muskötkula genom knävecket, men han fortsatte att leda sina män till stridens slut. Räddningen kom i sista stund när ett hundratal grenadjärer ryckte fram och bröt igenom sachsarnas linje. Grenadjärerna, som rörde sig längst fram i infanterilinjen, använde sina handgranater med förödande effekt och orsakade stora förluster i de sachsiska leden. Sachsarnas infanteri försökte slå tillbaka genom att öppna eld på hundra stegs avstånd, men svenskarna höll sitt eldgivningsdisciplin och väntade tills avståndet minskade till sjuttio steg innan de avfyrade sin första salva. Effekten blev förödande och fiendens linjer bröts.
| ” | "[...] allt med säkerhet kunde se, som mellan våra och fienden föreföll, bättre än de som vore med uti striden, ty våra syntes svagare och sachsiska kavalleriet kom an i fullt sporrsträck [...] Dock gjorde våra med spanska ryttares föresättande, pikarnas fällande och de medförda fältstyckenas skyndsamma plantering så manligt motstånd, att de fientliga trupperna måste vika och giva sig undan, synnerligen kavalleriet, vilket dock hos dem mycket starkare var än vårt." | „ |
| – Josias Cederhielm, sekretera vid det svenska fältkansliet, som följde slaget från domkyrkotornet i Riga. | |   |

De svenska trupperna fortsatte att avancera metodiskt, och inom den första kvarten hade de redan erövrat ett område på 200 steg. Framryckningen stöddes effektivt av den kraftfulla artillerielden från de flytande blockhusen och Rigas fästning, vilket förhindrade förstärkningar från fiendens sida. Sachsiska trupper från Cobron, som skyndade för att undsätta sina kamrater, kunde inte hejda den svenska framryckningen. En av de avgörande insatserna kom från Livgardet, som stormade och intog den strategiska redutten Garras, vilket säkrade den svenska positionen ytterligare och befäste deras kontroll över flodens vänstra strand.

### Ytterligare sachsiska motanfall och svenskt motvärn

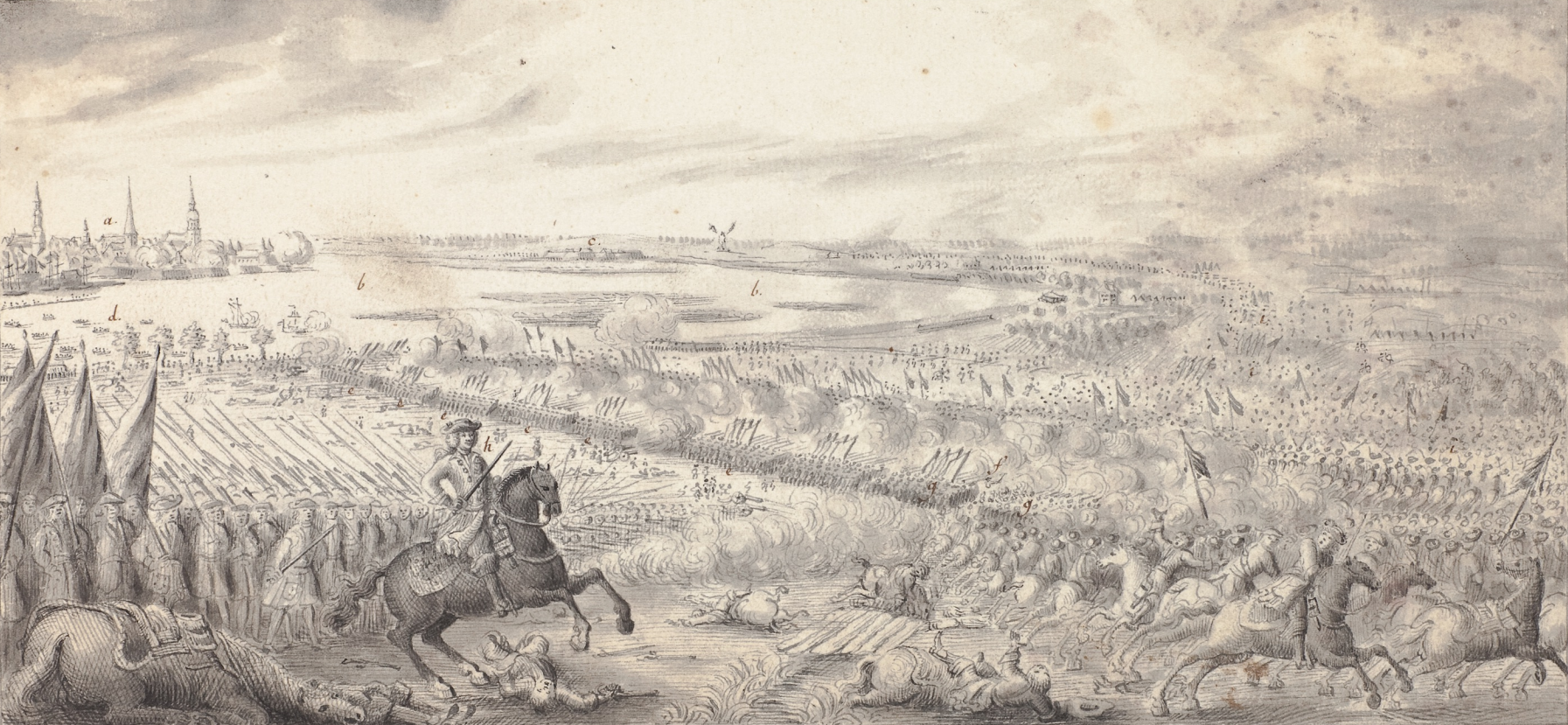
Carl Magnus Stuart vid Düna 1701 av Johan Lithen.

Det dröjde inte länge förrän sachsarna åter samlade sig och inledde ett nytt anfall. Paijkull, som var medveten om att tiden inte var på hans sida, valde att omedelbart sända sina trupper i ett kraftfullt angrepp utan att invänta förstärkningar från överbefälhavaren Steinau, som kort efter att ha fått underrättelser om svenskarnas övergång redan var på väg till Krämershof med sin huvudstyrka. Vid sidan av de sachsiska styrkorna stod de ryska trupperna, vars deltagande kunde ha gett sachsarna ett avgörande övertag över svenskarna. I det kritiska ögonblicket förblev dock ryssarna passiva åskådare.
Situationen blev än mer ogynnsam för sachsarna när deras första anfall slogs tillbaka. De ryska officerarna, som tolkade detta som ett avgörande nederlag, började dra sig tillbaka från slagfältet. Med den stora ryska förlusten vid Narva färskt i minnet var deras stridsmoral mycket lågt. Medvetna om detta hade sachsarna låtit kosacker från Kokenhusen och litauiska förband bära "tyska" uniformer i ett försök att lura svenskarna att de stod inför starkare och mer erfarna fiender än vad som faktiskt var fallet. Under nästan en timmes tid utväxlades intensiv eld mellan de två sidorna, vilket skapade täta moln av krutrök och damm som gjorde det svårt för åskådarna att urskilja stridens gång. Trots den hårda beskjutningen misslyckades sachsarnas andra anfall med att bryta svenskarnas linjer, och Paijkull tvingades återigen att dra sig tillbaka. Trots denna reträtt var sachsarnas stridsvilja ännu inte helt bruten, och kampen om brohuvudet fortsatte.
Efter det senaste anfallet anlände Steinau slutligen med förstärkningar. De nyanlända enheterna bestod av trupper från Livregementet, Tyska gardet samt sachsiska och polska gardesregementena. Med denna förstärkning kunde sachsarna förlänga sin vänstra flygel, där de samlade en stor kavalleristyrka under generallöjtnant Kettlers befäl. Det tredje anfallet, som inleddes runt klockan sex på morgonen, blev slagets mest intensiva. Steinau beordrade Kettler att med hela sitt kavalleri anfalla den svenska högerflygeln, i ett försök att omringa de svenska trupperna. Eftersom det svenska kavalleriet ännu inte hade lyckats korsa floden i tillräckligt antal, var denna flank särskilt utsatt. Sachsarnas kavalleri anföll från sidan och satte Upplands regementes infanteri i en svår situation. Livgardet fick ta emot den största stöten från Tyska gardet och de sachsiska och polska gardesregementena. Trots soldaternas erfarenhet visade sig den komplicerade sextiogradiga omgrupperingen av den svenska linjen vara tidskrävande, särskilt med fiendens snabba framryckning. Vissa av livgrenadjärerna drog sig något tillbaka vid detta skede, men resten av bataljonen höll sina positioner. Upplands regemente förlorade dock sin ordning och tvingades till reträtt. Både Drabantkåren och Livregementet till häst, som tidigare hade slagit tillbaka fiendens anfall på sin front, ryckte snabbt in för att stödja de retirerande trupperna. Med ett kraftfullt motanfall slog de till mot sachsarnas kavalleri bakifrån. Vid denna strid förlorade Kettler två hästar och vid ett tillfälle slogs till marken av en svensk muskötkolv, men han lyckades undkomma från striden med livet i behåll. Under tiden hade förstärkningar från Livregementet och Västerbottens regemente under Stuarts ledning landstigit och förstärkte den högra svenska flygeln. Detta ökade trycket på sachsarna, som inte längre kunde hålla sina positioner och drog sig tillbaka. I reträtten hamnade några av deras soldater under egen artillerield, vilket förvärrade deras situation ytterligare.
Striden var dock ännu inte avgjord. Omedelbart efter det tredje anfallet genomförde sachsarna ett fjärde försök att bryta svenskarnas linjer, återigen med fokus på den svenska högerflygeln. Denna gång var svenskarna bättre förberedda. Arméledningen hade hunnit fylla de luckor som uppstått i försvarslinjen med nya trupper som nyligen hade tagit sig över floden. Sachsarnas anfall möttes därför med hårdare motstånd och de tvingades snart att retirera med mindre ansträngning från svensk sida. Under stridens gång kunde Västerbottens regemente efter inledande motstånd storma och erövra Stjärnskansen. Svenskarna vände de erövrade kanonerna mot fienden och inledde en kraftfull beskjutning av de retirerande sachsiska styrkorna, vilket befäste svenskarnas framgång ytterligare.

### Slagets slutskede

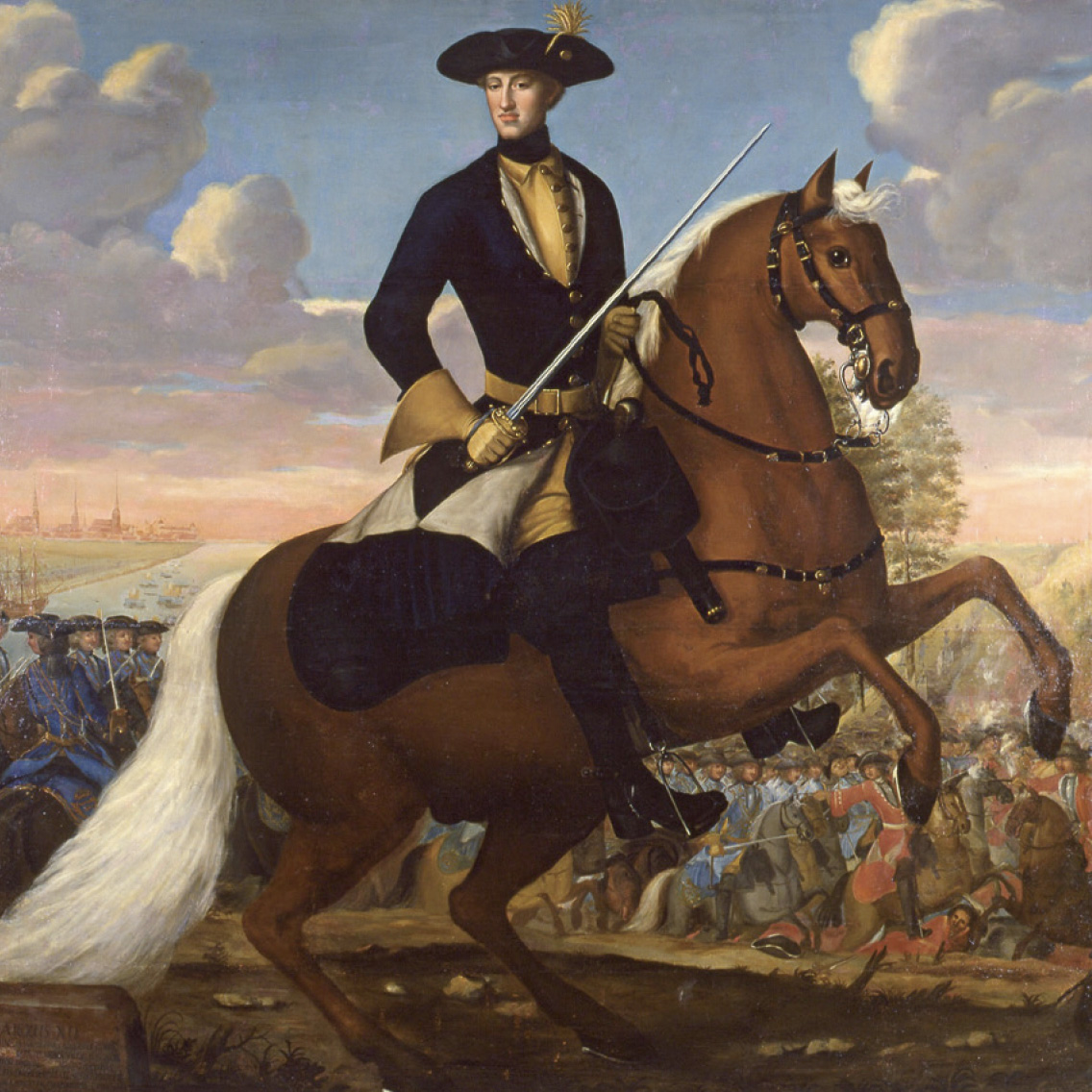
Karl XII till häst vid Düna (1715) av Johann Heinrich Wedekind.

Vid sjutiden på morgonen sammankallade Steinau ett krigsråd med sina generaler, där det snabbt beslutades om att avsluta striden. Man insåg att fortsatt motstånd var meningslöst, eftersom det stod klart att svenskarna inte kunde besegras eller tvingas bort från stranden. De sachsiska trupperna började därför dra sig tillbaka i god ordning, en enhet i taget. En del av kavalleriet pressades norrut av svenskarna i riktning mot Dünamünde, medan infanteriet tillsammans med huvuddelen av kavalleriet lyckades retirera söderut över broarna vid Spilwens flodarm mot Cobron. Svenskarna hade planerat att inleda nästa fas i sin krigsstrategi och fullständigt krossa fienden, men avsaknaden av en fungerande flottbro blev en avgörande nackdel. Det svenska kavalleriet, som var avgörande för en effektiv förföljelse, befann sig fortfarande på fel sida av floden. Den svenska högerflygeln kunde därför inte förhindra denna reträtt på grund av sin svaga kavalleristyrka. För att rädda situationen agerade generallöjtnant Rehnskiöld snabbt genom att skicka över delar av Livdragonregementet med återvändande båtar, men det var långt ifrån tillräckligt. Karl XII ledde själv Livgardet i jakten på sachsarnas högerflygel som retirerade mot Cobron. Synen var ovanlig – svenskt infanteri försökte förfölja fiendens kavalleri, vilket gjorde förföljelsen svår och ineffektiv.
Trots svenskarnas ansträngningar fortsatte sachsarna sin reträtt i välordnad formation, där huvudstyrkan gick mot Kokenhusen medan resterande trupper begav sig till Dünamünde. Trossen ledde reträtten, följd av infanteriet, medan deras kavalleri höll stånd längst bak för att skydda återtåget. Svenskarnas försök att omringa fienden, skapa förvirring eller sprida panik lyckades inte. Drabantkåren och Livregementet till häst, som hade korsat floden i mindre grupper, anslöt till jakten. Generalmajor Spens fick order om att anfalla fienden från sidan och försöka skära av deras reträttväg, men insatsen kom för sent. Endast fiendens tross föll i svenskarnas händer.
Efter en snabbmarsch på drygt sju kilometer insåg Karl XII att fortsatt förföljelse var meningslös och han beordrade sina trupper att avbryta jakten. Utan hela kavalleriet på plats var chanserna små att nå den avgörande segern som han ville eftersträva. Först några timmar senare kunde fler kavallerienheter ta sig över Düna, men vid det laget hade sachsarna redan hunnit undan. Den avgörande faktorn bakom den missade möjligheten var flottbron, som kunde fästas på flodens södra strand först vid tiotiden på morgonen. Då hade värdefull tid redan gått förlorad, vilket gav sachsarna en chans att undkomma med sitt artilleri och sin huvudstyrka. Efter fem timmars intensiv strid var slaget över.
Strax efter de intensiva striderna tog svenskarna kontroll över de skansar längs Düna som fortfarande hölls av fienden. Generalmajor Mörner, som anlände med delar av Östgöta kavalleriregemente först vid middagstid, lyckades med endast tio ryttare tvinga 40 sachsare och 50 ryssar i en skans nedanför Krämershof att kapitulera ovillkorligt. På Lützenholm skedde slagets blodiga slutskede, då 400 ryska soldater hade tagit sin tillflykt i en mindre skans. De hade inte hunnit evakuera i tid och befann sig nu avskurna från sin huvudstyrka. Överste Helmersen och överstelöjtnant Georg Johan Wrangel fick i uppdrag att med 500 soldater från guvernörsregementet i Riga inta ön och ta ryssarna till fånga. Vid midnatt till den 10 juli inledde svenskarna sitt anfall på Lützenholm, vilket senare utvecklades till en våldsam massaker. De ryska trupperna kämpade desperat för sina liv, vilket ledde till stora förluster på båda sidor. Förvirringen i nattmörkret gjorde det svårt för svenskarna att skilja vän från fiende, vilket resulterade i att de av misstag sköt sina egna soldater. Mitt under den kaotiska striden anlände Karl XII personligen till platsen och lyckades genom sitt ingripande sätta stopp för den pågående massakern. Vid denna tidpunkt återstod endast ett tjugotal ryska soldater i livet, vilka efteråt togs som fångar. Kvar vid skansen låg de fallna soldaterna så tätt att det knappt fanns utrymme att sätta fötterna på solid mark. Bland de stupade på svensk sida fanns även anfallets ledare, överste Helmersen.

## Förluster
De svenska förlusterna uppgick till 100 döda och 400 sårade, inklusive ett antal högre officerare. Från Drabantkåren stupade drabanterna Richard von Tiesenhausen och Sven Wickström och 19 drabanter sårades, inklusive kaptenlöjtnant Horn. Från Livgardet stupade överstelöjtnant Carl Palmquist och löjtnant Linhielm, medan fortifikationskåren förlorade kapten Blåman och konduktör Otto Appelbom. Upplands regemente förlorade major Sparfeldt och löjtnant Dunt, medan Hälsinge regemente miste major Wulf, kapten Johan Svartzhoff samt löjtnanterna Poppelman och Bandomir. Från guvernörsregementet i Riga stupade överste Helmersen, överstelöjtnant Carl Gustaf Lilliesterna samt fänrik Gutheim.
De allierade truppernas förluster uppgick till omkring 1 300 döda och sårade. 300 sachsiska soldater ska ha stupat under huvudstriden vid Düna, medan 380 ryssar massakrerades på Lützenholm. Andra källor uppgav förlusterna till mellan 800 och 2 000 döda och 1 500 sårade. Generalerna Paijkull, Kettler och Steinau återfanns bland de sårade. Mellan 700 och 1 000 man blev krigsfångar. Vidare erövrade svenskarna 36 kanoner, 3 standar, 1 fana och rikliga förråd av förnödenheter av olika slag.

## Efter slaget

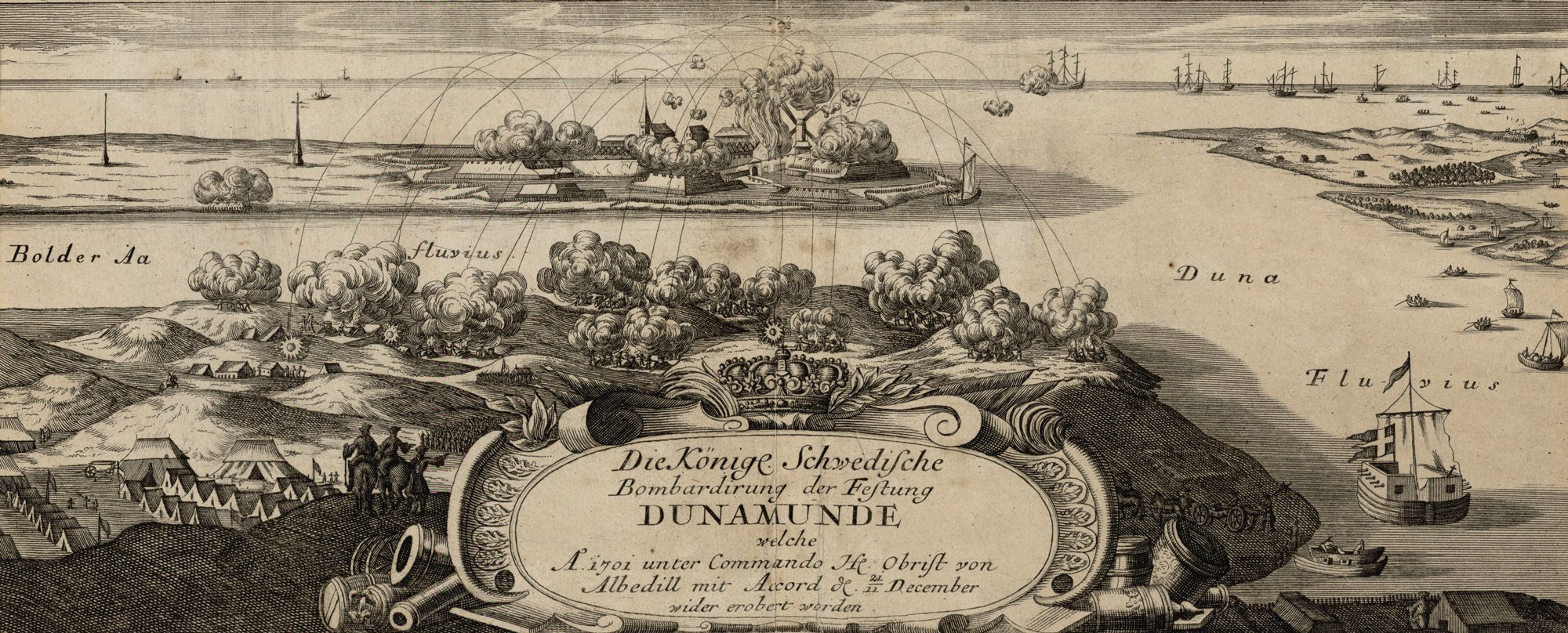
Samtida kopparstick som visar svenskarnas bombardemang av fästningen Dünamünde, som kapitulerade först den 11 december 1701.

De utmattade och dammiga svenska soldaterna slog direkt efter striden läger utanför Cobron, som sachsarna nyligen hade övergivit och förberett en obehaglig överraskning. Tidigt på morgonen den 10 juli exploderade en dold mina som svenskarna inte upptäckt. Explosionen skapade stor förvirring i lägret när stenbitar och träflisor flög genom luften, och hela skansen kollapsade. De två vaktposter som befann sig på skansen förintades fullständigt och endast blodiga rester av deras kläder återfanns. Majoriteten av soldaterna befann sig dock utanför Cobron, inklusive skansens kommendant, kapten Johan Bähr från Närke-Värmlands regemente, vilket begränsade förlusterna till sju döda och fem sårade. Däremot omkom sjutton hästar, medan de överlevande blev skräckslagna och flydde över fälten och in i närliggande skogar. Med stor möda samlades hästarna in igen, även om några påträffades först flera mil bort och ett tiotal förlorades helt.
Slaget vid Düna gjorde stort intryck i Europa, till och med större än segern vid Narva. August II:s armé ansågs vara en betydligt mer professionell och välutbildad styrka än den ryska. Ur svensk synvinkel var dock huvudmålet, att fullständigt krossa den sachsiska armén, inte uppnådd. De relativt låga sachsiska förlusterna och det faktum att svenskarna endast erövrade fyra fälttecken visade att fienden drog sig tillbaka i ordnad reträtt utan panik. Karl XII erbjöd Steinau att utan krav på lösen återlämna de sachsiska krigsfångarna som tillfångatagits vid Düna, under förutsättning att Steinau gick med på att möta svenskarna i ännu ett fältslag. Steinau avböjde dock erbjudandet och fortsatte sin reträtt mot Ostpreussen. Karl XII:s seger var därmed främst en taktisk framgång, men den underminerade hans långsiktiga planer. Med August II fortfarande som ett hot i ryggen blev det omöjligt för Karl XII att vända sin uppmärksamhet mot Ryssland.

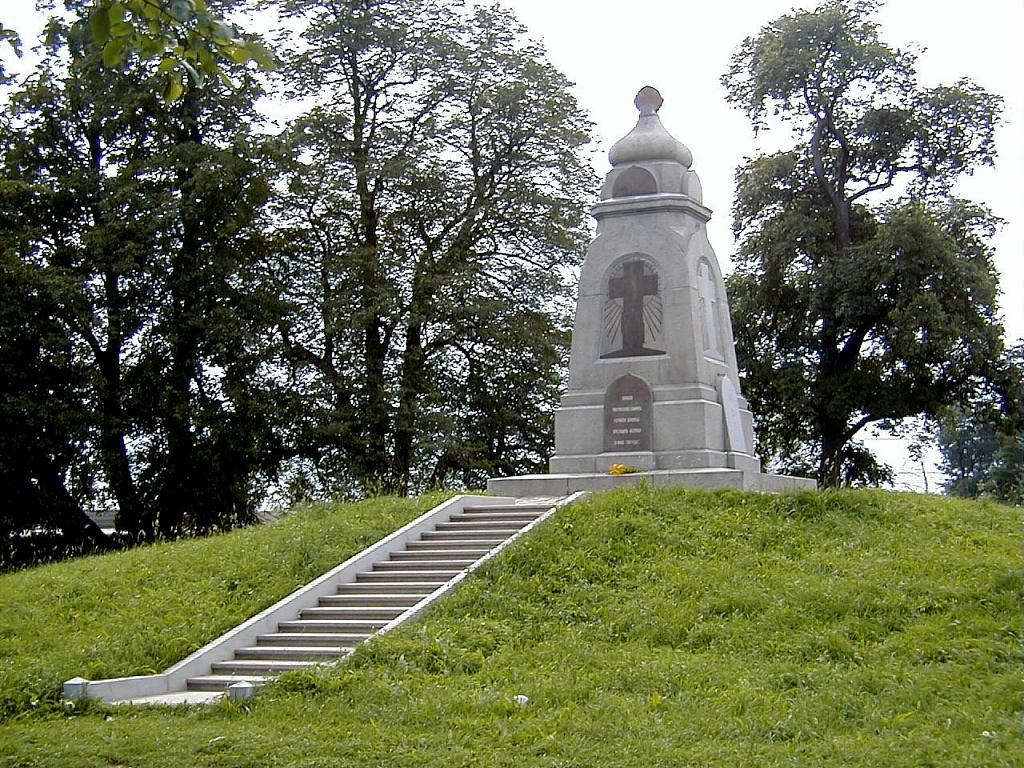
Det ryska minnesmonumentet på Lützenholm (2008), tillägnat de omkring 400 ryska soldater som stupade där.

Efter en kort vila bröt den svenska huvudarmén upp den 12 juli med kurs mot Kokenhusen, i hopp om att återerövra fästningen. När kungen nådde halvvägs fick han dock beskedet att sachsarna hade övergett och sprängt befästningen. Karl XII delade upp sina styrkor: ett detachement under generalmajor Mörner skickades för att erövra Kurlands huvudstad Mitau och därmed ockupera resten av hertigdömet, medan en annan styrka under överste Adolf Magnus Klingspor koordinerade med den svenska flottan för att inleda en blockad och bombardemang av Dünamünde, som kapitulerade först den 11 december 1701. Huvudarmén marscherade vidare genom Kurland och slog sedan vinterkvarter vid Bauske vid gränsen till Litauen. Karl XII hade fortfarande inte övergett sina planer på ett vinterfälttåg mot Peter I. För att kunna marschera mot Moskva var han dock tvungen att först säkra Warszawa. Tidspressen ökade och den 30 juli skickade han ett officiellt brev till Polens kardinalprimas, Michał Stefan Radziejowski, där han krävde att August II skulle avsättas från den polska tronen. I början av december 1701 tog Karl XII befälet över en svensk kavalleriavdelning och besegrade en polsk-litauisk styrka vid byn Tryszki i Samogitien. Efter detta försvann Karl XII från sin armé och rykten om hans öde spreds. När han oväntat återvände till det svenska högkvarteret den 30 december beordrade han armén att förbereda sig för avmarsch in i Litauen och därefter inleda ett fälttåg mot Polen.
Den färdigställda flottbron över Düna lämnades efter stridigheterna kvar i Riga och blev därmed dess första bro. År 1705, då bron hade förvarats över vintern i Vējzaķa Salas bukt, sköljdes den bort av vårflodens höga vattenmassor och drevs ut i havet. Senare återställdes flottbron, men år 1710 förstördes den av den ryska armén vid belägringen av Riga, som kapitulerade inför ryssarna den 1 juli 1710. Från år 1714 byggdes en ny flottbro över floden varje vår efter issmältningen, och den monterades ned varje år den 1 november för vinterförvaring vid en biflod. Konstruktionen förbättrades successivt, varefter bron blev en framstående symbol för Riga och ansedd som ett av stadens tre stora underverk under 1700-talet.
Minnet av de ryska soldaternas öde på Lützenholm återupptäcktes 1887, då guvernören i Livland, generallöjtnant Mikhail Alekseevitj Zinovjev, uppmärksammades om en gammal väderkvarn på ön som hade en tysk inskription som löd: "Till minne av de 400 ryssar som stupade här den 10 juli 1701." Rigas förening för pensionerade militärer samlade stadens invånare till en första minnesgudstjänst för försvararna av Lützenholm den 10 juli 1887. Samtidigt inleddes en insamling för att finansiera uppförandet av ett minnesmärke. Fyra år senare invigdes monumentet av biskopen av Riga och Livland, Arsenij Brjantsev, i närvaro av fem präster. Senare under 1990-talet startade en grupp av Riga-entreprenörer, med bistånd från den ryska ambassaden i Lettland, en insamling för att restaurera monumentet. På 300-årsdagen av händelsen den 10 juli 2001 höll ärkebiskopen Alexander Kudrjasjov från den lettisk-ortodoxa kyrkan en minnesgudstjänst och välsignade det renoverade monumentet. Sedan dess har en högtidlig ceremoni vid minnesmärket blivit en årlig tradition.